# ملف تورنت

طريقة عمل التورنت

التورنت أو سيل هو أحد طرق تنزيل الملفات من شبكة الانترنت، لا تعتمد على خادم سيرفير كما في طرق التحميل العادية (وهو عبارة عن كمبيوتر ذو سعة تخزين كبيرة تحفظ بها الملفات والمواقع لصالح شركات أو أفراد كخوادم الرابيدشير مثلا) ولكن يتم التحميل من أجهزة كمبيوتر عادية أخرى تشارك الملف معك عن طريق المشاركة بين المستخدمين.
يعتمد التورنت على بروتوكول خاص به على شبكة الإنترنت هو بروتوكول بت تورنت أو برتوكول الند للند.
للتورنت محركات بحث خاصة كمحرك خليج القراصنة به تعرف معلومات عن الملف والرافع والحجم والسيدر والليتشر.
يتسبب التورنت سنويا بمليارات الخسائر لشركات إنتاج الأفلام فهو المصدر الأول لكل الأفلام والبرامج المقرصنة قبل تواجدها على شبكة الإنترنت بالطرق العادية.

## خلفية
عادةً ما يكون الوصول إلى الإنترنت غير متماثل، إذ يدعم سرعات تحميل أكبر من سرعات الرفع، الذي يحد من عرض الحزمة لكل تحميل، ويفرض أحيانًا قيودًا على عرض الحزمة وفترات يتعذر فيها الوصول إلى الأنظمة. هذا يؤدي إلى انعدام الفعالية عندما يرغب الكثير من الناس في الحصول على نفس المجموعة من الملفات من مصدر واحد، يجب أن يكون المصدر دائمًا متصلًا بالإنترنت ويجب أن يكون له عرض حزمة خارجي كبير. يعالج بروتوكول بت تورنت (BitTorrent) ذلك من خلال تطبيق اللامركزية على التوزيع، وزيادة قدرة الأفراد على إقامة شبكة «الند للند» فيما بينهم.
يُقسم كل ملف مراد توزيعه إلى كتل صغيرة من المعلومات تسمى القطع. يصل أقران التنزيل إلى سرعات تنزيل عالية من خلال طلب قطع متعددة من أجهزة كمبيوتر مختلفة في السرب في وقت واحد. بمجرد الحصول عليها، عادةً ما تُتاح هذه القطع على الفور للتحميل من قبل الأجهزة الأخرى في السرب. وبهذه الطريقة، يوزع العبء الواقع على الشبكة على المحملين، بدلاً من أن يكون العبء متجمعًا على موزع (هاب) أو على عناقيد (كلسترز) توزيع مركزية. حالما تكون جميع القطع متوفرة، يمكن للأقران (المحملين والرافعين) أن يتصلوا بالشبكة وينفصلوا عنها، لا يحتاج أي قرين إلى امتلاك كل القطع، أو حتى أن يبقى متصلًا بالسرب حتى يستمر التوزيع بين الأقران الآخرين.
يُنشئ ملف تورنت صغير ليمثل الملف أو المجلد المراد مشاركته. يعمل ملف التورنت كمفتاح لبدء تنزيل المحتوى الفعلي. الشخص المهتم باستلام الملف أو المجلد المشارك يحصل أولًا على ملف التورنت الموافق، إما عن طريق تنزيله مباشرةً، أو باستخدام رابط مغناطيسي (ماغنت لينك). ثم يفتح المستخدم هذا الملف باستخدام عميل بت تورنت، والذي يؤتمت بقية العملية تلقائيًا. من أجل معرفة مواقع الأقران الذين ربما يشاركون القطع على الإنترنت، يتصل العميل بالمتتبعين المذكورين في ملف التورنت، ويمكنه أن يصل لنفس المعلومة من خلال الاعتماد على جداول التجزئة (الهاش) الموزعة لوحدها أو بالاعتماد على الجداول والمتتبعين. ثم يتصل العميل مباشرة بالأقران من أجل طلب القطع والاشتراك في السرب. يمكن للعميل أيضًا الإبلاغ عن التقدم المحرز للمتتبعين، وذلك لمساعدة المتتبع باقتراحاته للأقران.
عندما يكون لدى العميل جميع القطع، يقوم عميل بت تورنت بتجميعها في صيغة قابلة للاستخدام. يمكن للأقران الاستمرار أيضًا في مشاركة القطع، ما يُرقي حالتهم إلى موزعين بدلًا من أقران عاديين.

## بنية الملف
يحتوي ملف التورنت على قائمة بالملفات والبيانات الوصفية (الميتا داتا) الخاصة بسلامة الملفات لجميع القطع، ويحتوي اختياريًا على قائمة بالمتتبعات.
ملف التورنت هو قاموس بترميز بي (بي إنكود) مع المفاتيح التالية (المفاتيح في أي قاموس بترميز بي مرتبة معجميًا):
- إعلان (أنونس): إل يو آر إل للمتتبع.
- معلومات (إنفو): يرسم خريطة قاموس تعتمد مفاتيحه على ما إذا كان هناك ملف واحد أو أكثر يُشارك:
  - الملفات: قائمة من القواميس المقابلة لكل ملف (فقط عند مشاركة ملفات متعددة). يحتوي كل قاموس على المفاتيح التالية:
    - طول: حجم الملف بالبايت.
    - مسار: قائمة السلاسل المطابقة لأسماء الدليل الفرعي، وآخرها اسم الملف الفعلي

  - الطول: حجم الملف بالبايت (فقط عند مشاركة ملف واحد).
  - الاسم: اسم الملف المقترح حيث سيحفظ الملف (إذا كان هناك ملف واحد)/اسم المسار المقترح حيث ستحفظ الملفات (إذا كان هناك ملفات متعددة).
  - طول القطعة: عدد البايتات لكل قطعة. عادةً 28 كيبيبايت = 256 كيبيبايت = 262,144 بايت.
  - القطع -قائمة التجزئة (الهاش)، أي سلسلة من كل قطعة.

## مواضيع ذات صلة
- بت تورنت
- قاموس مصطلحات بت تورنت